# Municipio de Mound (condado de Miami)
El municipio de Mound (en inglés, Mound Township) es un municipio del condado de Miami, Kansas, Estados Unidos. Tiene una población estimada, a mediados de 2024, de 720 habitantes.

## Geografía
Está ubicado en las coordenadas 38°25′44″N 95°0′1″O / 38.42889, -95.00028. Según la Oficina del Censo, tiene una superficie total de 83.33 km², de los cuales 82.86 km² corresponden a tierra firme y 0.47 km² están cubiertos de agua.

## Demografía
Según el censo de 2020, en ese momento había 700 personas residiendo en la zona. La densidad de población era de 8.45 hab./km². El 91.86 % de los habitantes eran blancos, el 1.00 % eran afroamericanos, el 0.57 % eran amerindios, el 0.43 % eran asiáticos, el 0.71 % eran de otras razas y el 5.43 % eran de una mezcla de razas. Del total de la población, el 3.86 % eran hispanos o latinos de cualquier raza.